# محمد فريد ديدي
محمد فريد ديدي (بالديفهي: އަލްއަމީރު މުޙަންމަދު ފަރީދު ދީދީ)‏ (و. 1901 – 1969 م) هو سياسي من جزر المالديف . ولد في ماليه .تولى منصب سلطان جزر المالديف (1954–1968) .
توفي في ماليه .

## التعليم
تعلم في Royal College, Colombo.
| المناصب السياسية | المناصب السياسية               | المناصب السياسية |
| ---------------- | ------------------------------ | ---------------- |
| سبقه             | سلطان جزر المالديف 1954 - 1968 | تبعه             |